# Daniel Edwin Rutherford
Daniel Edwin Rutherford (Stirling, 4 de julho de 1906 – St. Andrews, 9 de novembro de 1966) foi um matemático escocês, conhecido por seu trabalho sobre a teoria da representação de grupos simétricos.

## Publicações
- Modular Invariants. Col: Cambridge Tracts in Mathematics, Number 27. [S.l.: s.n.] 1932[1] reprint. NY: Stechert-Hafner. 1964; viii+84 p.
- «On the condition that two Zehfuss matrices be equal». Bull. Amer. Math. Soc. 39 (10): 801–808. 1933. MR 1562732. doi:10.1090/s0002-9904-1933-05746-4
- Vector Methods. Edinburgh: Oliver and Boyd. 1939 reprint. Mineola, N.Y.: Dover. 2004. ISBN 0486439038; pbk
- Substitutional Analysis. [S.l.]: Edinburgh University Press. 1948[2] reprint. Mineola, N.Y.: Dover. 2013. ISBN 9780486491202
- Classical Mechanics. [S.l.]: Oliver and Boyd. 1957; vii+200 p.
- Fluid Dynamics. [S.l.]: Oliver and Boyd. 1959; 228 p.
- with E. M. Patterson: Elementary Abstract Algebra. [S.l.]: Oliver and Boyd. 1965; vii+211 p.
- Introduction to Lattice Theory. NY: Hafner. 1968; x+177 p.